# Таяма, Синсукэ
Синсукэ Таяма (яп. 田山 真輔, 18 октября 1982, Фудзиномия, Сидзуока) — японский скелетонист, выступающий за сборную Японии с 2001 года. Участник зимних Олимпийских игр в Ванкувере, обладатель серебряной медали Кубка Европы, неоднократный призёр национального первенства.

## Биография
Синсукэ Таяма родился 18 октября 1982 года в городе Фудзиномия, префектура Сидзуока. Заниматься скелетоном начал в 2001 году, когда этот вид спорта вновь вернулся в олимпийскую программу и стал резко набирать популярность. Тем не менее, первые его международные заезды состоялись лишь в 2004 году на Кубке Америки, на этапах в канадском Калгари молодой спортсмен занял двадцать второе и двадцать шестое места. Неожиданно удачно выступил на зимней Универсиаде 2005 года в австрийском Иглсе, немного не дотянув до призовых мест и оставшись на четвёртой позиции. В этом сезоне, кроме того, Таяма дебютировал на молодёжном чемпионате мира, показав четырнадцатое время.
На Кубок мира впервые был допущен в январе 2007 года, когда на домашнем этапе в Нагано занял семнадцатое место. Обратил на себя внимание общественности в сезоне 2007/08, завоевав серебряную медаль на этапе Кубка Европы в итальянской Чезане. С 2008 года регулярно соревнуется на этапах Межконтинентального кубка, в частности, на трассе в Калгари финишировал шестым, и это пока лучший его результат на данном турнире. Благодаря череде удачных выступлений удостоился права защищать честь страны на Олимпийских играх 2010 года в Ванкувере, где, однако, финишировал лишь девятнадцатым. На чемпионате мира 2012 года в американском Лейк-Плэсиде Синсукэ Таяма был двадцать первым.